# Acamprosat
Acamprosatul (denumirea comercială Campral) este un medicament utilizat ca tratament adjuvant în curele de dezintoxicare ale alcoolicilor cronici. Acesta funcționează prin stabilizarea neurotransmisiei la nivelul creierului, care este afectată în timpul sevrajului alcoolic. Utilizat ca agent singur, acamprosatul nu este eficient de cele mai multe ori. Studiile arată faptul că acest medicament funcționează cel ai bine în combinație cu terapia psihosocială, întrucât acamprosatul reduce consumul de alcool și susține abstinența completă.